# Borstengürteltiere
Die Borstengürteltiere (Chaetophractus) sind eine Säugetiergattung aus der Gruppe der Gürteltiere (Dasypoda). Ihren Namen haben sie von den borstenartigen Haaren am Panzer. Die Gattung wird heute in zwei Arten unterteilt: das Braunborsten-Gürteltier (C. villosus) und das Kleine Borstengürteltier (C. vellerosus). Das „Andenborstengürteltier“ (C. nationi) galt bis zum Jahr 2016 als eigenständige Art, wurde dann aber aufgrund fehlender Merkmalsunterschiede zum Kleinen Borstengürteltier mit diesem vereinigt. Darüber hinaus steht das Zwerggürteltier (Zaedyus pichyi), das als eigenständige Gattung anzusehen ist, genetischen Untersuchungen zufolge innerhalb der Borstengürteltiere, wodurch letztere keine geschlossene Einheit darstellen. Die Borstengürteltiere leben in trockenen und offenen Landschaften in Südamerika und ernähren sich als Allesfresser.

## Beschreibung

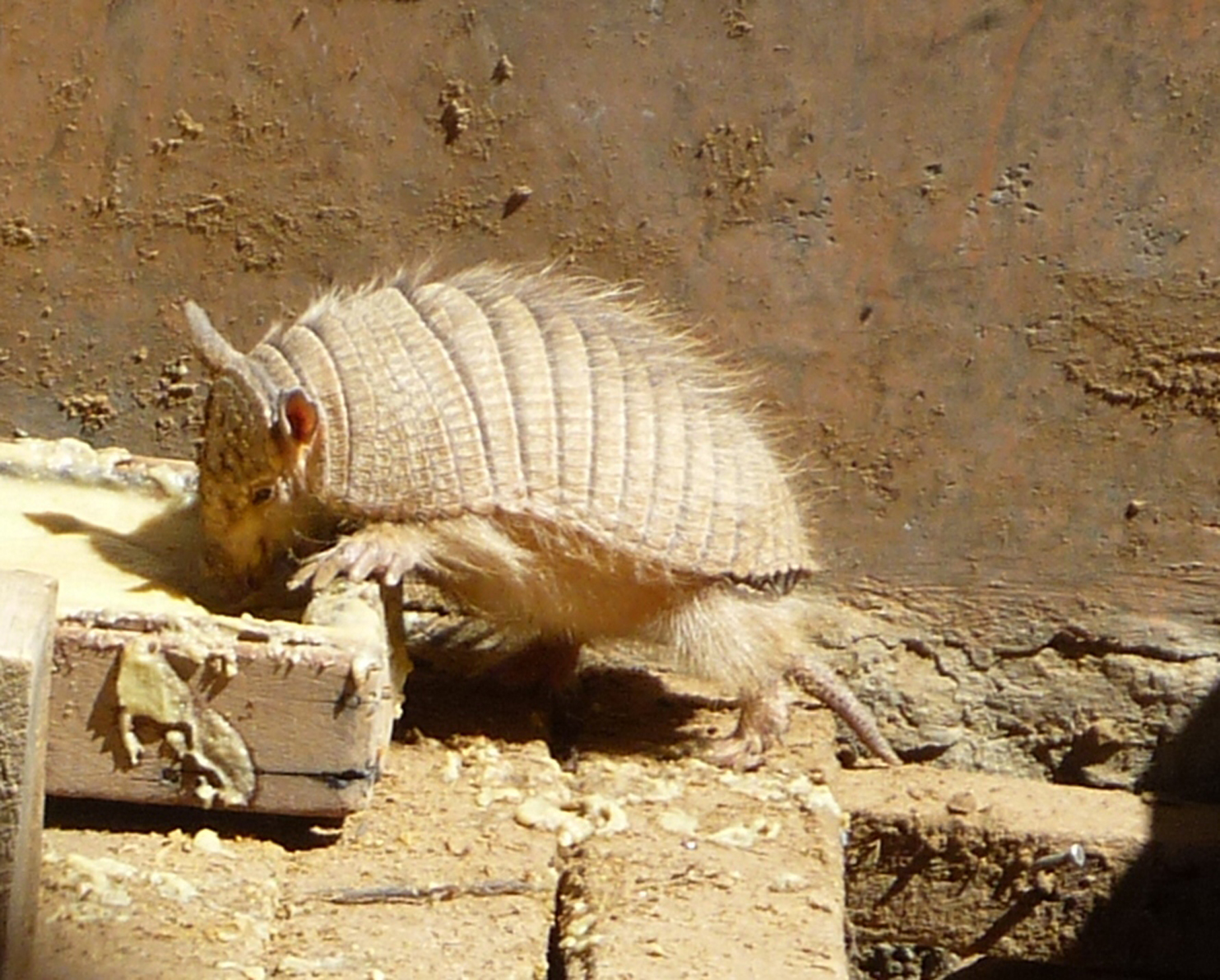
Kleines Borstengürteltier aus den Hochlagen der Anden („Andenborstengürteltier“)

Borstengürteltiere sind weitgehend kleine bis mittelgroße Gürteltiere mit einer Kopf-Rumpf-Länge von etwa 20 bis 36 cm und eine Schwanzlänge von 9 bis 18 cm. Das Gewicht variiert zwischen 0,5 und 3,5 kg. Der Kopf ist mit einem Schild aus kleinen, knöchernen Plättchen gepanzert und reicht fast bis zur Nasenspitze. Die Ohren sind eher kurz, stehen weit auseinander und weisen abgerundete Enden auf. Das Gebiss weicht von jenem der anderen Säugetiere ab und besteht aus charakteristischen Zahnbildungen, die kein Zahnschmelz und nur eine Wurzel aufweisen. Im Oberkiefer befinden sich 9, im Unterkiefer 9 oder 10 solcher Zähne je Kieferhälfte, insgesamt also 36 bis 38. Von den meisten anderen Gürteltierarten unterscheiden sich die Borstengürteltiere durch die starke Körperbehaarung, die auch den Rückenpanzer miteinschließt. Die Haare sind am Rücken hell- bis dunkelbraun, an der Unterseite sowie an den häufiger mit einem dichteren Fell ausgestatteten Gliedmaßen hellbraun bis weiß gefärbt. Der Rückenpanzer besitzt eine markant breite und flache Form und ist in bänderartige Segmente unterteilt, die wie beim Kopfschild aus einzelnen, kleinen Knochenplättchen bestehen. Zwischen den beiden festen Schulter- und Beckenteilen des Panzers befinden sich sieben bis neun bewegliche Bänder. Am hinteren Panzerende treten einzelne Löcher in den Plättchen auf, in denen Drüsen ausgebildet sind. Diese produzieren ein Sekret, welches den Borstengürteltieren einen charakteristischen Duft verleihen. Die kurzen Beine enden vorne und hinten in jeweils fünf krallenbewehrte Zehen.

## Verbreitung
Borstengürteltiere bewohnen vor allem den mittleren und südlichen Teil Südamerikas. Das Verbreitungsgebiet umfasst das südliche Bolivien, Paraguay, Argentinien, das nördliche Chile und das südliche Peru. Einzelne Gruppen wurden zudem auf Feuerland angesiedelt. Bevorzugt werden dabei offene und eher trockene Lebensräume wie Grasland oder Halbwüsten, so vor allem die Pampa-Region und Patagonien. Eine Population des Kleinen Borstengürteltiers kommt relativ isoliert in den Hochlagen der Anden in bis zu 4000 m Höhe vor.

## Lebensweise

### Territorialverhalten

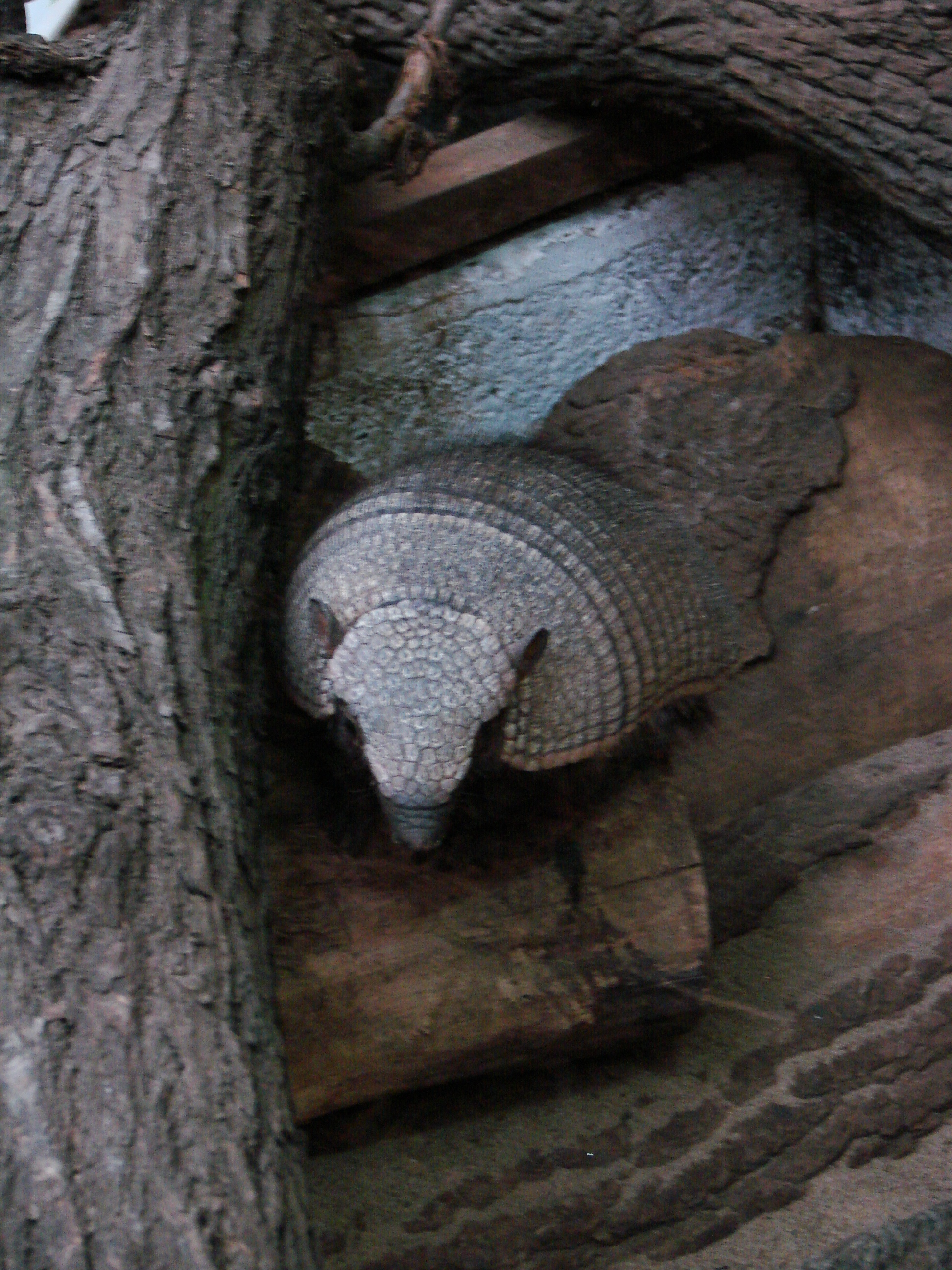
Braunborsten-Gürteltier (Chaetophractus villosus) im Zoo von Wrocław

Borstengürteltiere sind Einzelgänger, die Aktionsräume unterhalten, welche bis zu 3,5 ha umfassen. Sie graben mit ihren Krallen mehrere Meter lange Baue, die ihnen als Ruheplatz dienen. Auch Fressfeinden, darunter Raubkatzen und Greifvögel, versuchen sie zu entkommen, indem sie sich vergraben. Gelingt dies nicht, pressen sie sich fest an den Boden, um den ungepanzerten Bauch zu schützen und rammen die Krallen in den Boden. Weiterhin haben Borstengürteltiere keine feste Aktivitätsperiode, diese hängt von Klima und Jahreszeit ab. Im Sommer in heißen Gebieten sind sie durchaus nachtaktiv, im Winter in kühlen Gebieten tagaktiv.

### Ernährung
Borstengürteltiere sind Allesfresser, die sowohl pflanzliche Materialien, zu denen vor allem Früchte, Wurzeln und Knollen zählen, als auch tierische Reste wie Insekten, Maden, kleine Wirbeltiere und Aas zu sich nehmen. Berichten zufolge graben sich einzelne Vertreter der Borstengürteltiere in Kadaver größerer Tiere hinein, um Aas und Insekten zu konsumieren. Es gibt Hinweise darauf, dass das Nahrungsspektrum teils abhängig ist von den Jahreszeiten und deshalb im Jahresrhythmus etwas variiert.

### Fortpflanzung
Nach einer Tragzeit von rund 60 bis 75 Tagen kommen im Normalfall zwei Jungtiere zur Welt, die zwischen 86 und 115 g wiegen. Deren Aufzucht ist allein Aufgabe der Weibchen, die Männchen beteiligen sich nicht daran. Neugeborene sind klein und hilflos, ihre Augen öffnen sich im Alter von zwei bis vier Wochen. Auch der Panzer härtet erst nach einigen Wochen aus. Mit rund 50 bis 60 Tagen werden sie entwöhnt und erreichen die Geschlechtsreife im Alter von neun bis maximal zwölf Monaten. Das höchste bekannte Lebensalter eines Borstengürteltiers betrug 20 Jahre.

## Systematik
Die Borstengürteltiere (Chaetophractus) stellen eine Gattung aus der Gruppe der Gürteltiere (Dasypoda) und der Ordnung der Gepanzerten Nebengelenktiere (Cingulata) dar. Innerhalb der Gürteltiere gehören sie zur Familie der Chlamyphoridae und zur Unterfamilie der Euphractinae. Diese setzt sich zusätzlich aus den Sechsbinden-Gürteltier (Euphractus sexcinctus) und dem Zwerggürteltier (Zaedyus pichiy) zusammen. Die Euphractinae sind wiederum als Schwestergruppe einer Klade bestehend aus den Chlamyphorinae mit den beiden Gürtelmullarten und den Tolypeutinae mit unter anderem den Kugelgürteltieren (Tolypeutes) und dem Riesengürteltier (Priodontes) aufzufassen. Molekulargenetische Untersuchungen ergaben, dass sich die Chlamyphoridae im Oberen Eozän vor 37 Millionen Jahren aufspalteten, die Euphractinae begannen sich im Unteren Miozän stärker diversifizierten. Die drei heute lebenden Gürteltiergattungen der Euphractinae bilden zusätzlich zusammen die Tribus der Euphractini, welche zahlreiche weitere, heute allerdings ausgestorbene Formen enthält, wie etwa das aus dem Oligozän nachgewiesene Prozaedyus. Innerhalb der Unterfamilie stehen die Euphractini der Tribus der Eutatini gegenüber, welche heute erloschen ist, aber sehr vielgestaltig war. Mitglieder dieser Gruppe sind unter anderem Gürteltierformen wie Eutatus oder Stenotatus. Vor allem Stenotatus aus dem Mittleren Miozän war dabei sehr formenreich und umfasst wenigstens fünf Arten.
Insgesamt zwei Arten sind heute anerkannt:
- Kleines Borstengürteltier oder Weißhaar-Gürteltier (Chaetophractus vellerosus (Gray, 1865)); westliches Bolivien und nordwestliches Argentinien
- Braunborsten-Gürteltier oder Braunhaar-Gürteltier (Chaetophractus villosus (Desmarest, 1804)); nördliches Paraguay bis südliches Argentinien

Molekulargenetische Untersuchungen, die im Jahr 2015 veröffentlicht wurden, zeigten auf, dass die Borstengürteltiere möglicherweise paraphyletisch sind, da das Braunborsten-Gürteltier dem Sexbinden-Gürteltier, das Kleine Borstengürteltier aber dem Zwerggürteltier näher steht. Gleichzeitig vorgenommene Studien zu Schädelmerkmalen und speziellen Charakteristika der Panzerung ergaben zudem keine größeren Unterschiede zwischen dem Kleinen Borstengürteltier und dem „Andenborstengürteltier“, das ursprünglich unter der wissenschaftlichen Bezeichnung Chaetophractus nationi als eigenständige Art geführt wurde und welches vom südlichen Peru bis zum nördlichen Chile verbreitet ist. Auch aufgrund fehlender genetischer Unterschiede wurde das „Andenborstengürteltier“ im Jahr 2016 mit dem Kleinen Borstengürteltier synonymisiert.
Einzelne Vertreter der Borstengürteltiere waren in Europa schon seit Beginn des 19. Jahrhunderts bekannt, eine erste Beschreibung fertigte Félix de Azara in seinem Bericht Le Tatou Velu über das Braunborsten-Gürteltier an, welchen er 1801 in seiner Schriftensammlung Essais sur l’Histoire Naturelle des Quadrupèdes de la Province du Paraguay veröffentlicht hatte. Der Gattungsname Chaetophractus wurde aber erst 1871 von Leopold Fitzinger eingeführt, in seiner Publikation Die natürliche Familie der Gürtelthiere (Dasypodes) benutzte er den deutschen Trivialnamen „Borstenarmadill“. Armadillo wiederum kommt aus dem Spanischen und bedeutet „kleiner Gepanzerter“ oder „kleiner Gerüsteter“, wobei das Wort heute die offizielle Bezeichnung für die Gürteltiere im Englischen und teilweise im Spanischen ist.

## Stammesgeschichte
Der Fossilbericht der Borstengürteltiere reicht bis in das Späte Pliozän zurück. Die ältesten Funde stammen aus Chapadmalal in der argentinischen Provinz Buenos Aires und sind zwischen 3,2 und 4 Millionen Jahre alt. Sie werden dem Braunborsten-Gürteltier zugewiesen. Deutlich jünger sind die ersten Funde des Kleinen Borstengürteltiers, die mit einem Alter von rund 900.000 Jahren in das ältere Pleistozän datieren und in Punta Hermengo nahe Miramar in der gleichen Provinz entdeckt wurden, allerdings handelt es sich dabei im Wesentlichen um Reste der Knochenschildchen des Rückenpanzers. Beide Fundpunkte liegen am Rande des heutigen Verbreitungsgebietes der Borstengürteltiere, gehören aber der Pampa-Region an, die somit als Ursprungsregion der Gattung Chaetophractus angesehen werden kann. Es wird vermutet, dass Patagonien als einer der weiteren Hauptlebensräume dieser Gürteltiergruppe erst nach dem Ende des jüngsten Eisvorstoßes der der ausgehenden letzten Kaltzeit vor rund 16.000 Jahren besiedelt wurde, worauf die hohe genetische Variabilität der Populationen in dieser Region hindeutet.

## Bedrohung
Das Fleisch dieser Tiere gilt als schmackhaft, weswegen sie vom Menschen gejagt werden. Auch kommt es vor, dass sie verfolgt werden, weil sie mit ihren selbstgegrabenen Bauen in Feldern Schäden anrichten. Trotzdem sind Borstengürteltiere noch relativ häufig, lediglich das Andenborstengürteltier wird von der IUCN als bedroht gelistet, die beiden anderen Arten sind bisher nicht gefährdet.